# Центральний автовокзал Анкари
Центральний міжнародний автовокзал Анкари (AŞTİ) (тур. Ankara Şehirlerarası Otobüs Terminali) — найбільший автовокзал на території Турецької Республіки, розташований в столиці держави Анкарі. Будівля почала функціонувати 1 січня 1995 року. На території автовокзалу розташована 121 платформа, яка дозволяє приймати до 5300 рейсів і до 250 000 пасажирів щодня. Автовокзал обслуговує як міжнародні рейси, так і рейси усередині країни.
Загальна площа автовокзалу становить 228 520 м². На території розташовано більше ніж 80 пунктів продажу квитків, а також велика кількість офісних будівель і ресторанів, в тому числі присутні кілька аптек, 2 конференц-зали на 150 місць і кілька станцій технічного обслуговування.
До автобусної станції можна дістатися на будь-якому виді транспорту Анкари, в тому числі, за допомогою метрополітену.

## Історія
Офіційне відкриття автовокзалу відбулося 1 січня 1995 року. За проєкт будівництва станції відповідальними архітекторами були Угарит Ізгі, Асим Мутлу, Есат Сухер, Єльмаз Ценгер, Юнал Деміраслан та Зюхтю Мюрідоглу.
До 31 грудня 1997 року повне керівництво автовокзалом здійснювалося міською радою Анкари через Головне транспортне управління Анкари, але вже 1 січня 1998 керівництво станцією було передано Багашашському транспортному управлінню, однак, фактичним власником досі залишається мерія Анкари.